# Stadsbrand van Zwolle (1324)
De stadsbrand van 1324 is de grootste stadsbrand die de Nederlandse stad Zwolle in zijn geschiedenis heeft getroffen. De stad werd daarbij vrijwel in zijn geheel verwoest: slechts negen huizen en de kapel van het Klooster Bethlehem bleven volgens kroniekschrijver Gerardus Coccius gespaard. Ook de romaanse Sint-Michaëlskerk werd bij de brand verwoest of ten minste zwaar beschadigd.
Mogelijk was Roderik van Voorst verantwoordelijk voor de brand.